# Pinogana (distrito)
Pinogana é um distrito da província de Darién no Panamá. Possui uma população de 12.823 habitantes (censo 2000), perfazendo uma densidade demográfica de 2,81 hab./km². O distrito abrange uma área total de 4.557 km² e sua capital é a cidade de El Real de Santa María.

## Divisões administrativas
O distrito está dividido administrativamente nos seguintes corregimentos:
El Real de Santa María (capital), Boca de Cupe, Paya, Pinogana, Púcuro, Yape, Yaviza, Metetí e Wargandi.